# Dobrogoszcz (Strzelin)
Dobrogoszcz (deutsch Dobergast) ist ein Ort in der Stadt-Land-Gemeinde Strzelin (Strehlen) im Powiat Strzeliński (Kreis Strehlen) in der Woiwodschaft Niederschlesien in Polen.

## Lage
Dobrogoszcz liegt ca. 5 Kilometer südwestlich von Strzelin (Strehlen). Nachbarorte sind Karszów (Karzen) im Westen, Mikoszów (Niklasdorf) im Norden, Strzegów (Striege) im Südosten, Strzelin (Strehlen) im Nordosten.

## Geschichte
Erwähnt wurde der Ort 1175 als Dobrogocesdorph, 1177 Dobrogczkowo, 1202 Zurozena, 1231 Vezuro cona, sowie 1358 Dobirgast. Nach dem Ersten Schlesischen Krieg fiel Dobergast mit dem größten Teil Schlesiens 1741/42 an Preußen. Dobergast gehörte bis 1945 zum Landkreis Strehlen.
Besitzer waren im Ende des 18. Jahrhunderts die Herren von Richthofen. 1783 bestand Dobergast aus einem herrschaftlichen Vorwerk mit zwei wüsten Hufen, 22 Feuerstellen, darunter ein Bauer mit 1½ Hufen Land und 177 Einwohnern. Im Kretscham wurde Stadtbier ausgeschenkt. 1841 kaufte ein Oberamtmann Burow das Gut. Der Kaufpreis betrug 58.000 Reichstaler. 1845 zählte das Dorf ein herrschaftliches Schloss, ein herrschaftliches Vorwerk, 196 Einwohner (einer katholisch), evangelische Kirche zu Steinkirche, eine evangelische Schule nur für den Ort mit einem Lehrer, katholische Kirche zu Danchwitz, vier Handwerker. Das Dominium zinste dem königlichen Rentamt Strehlen. 
Als Folge des Zweiten Weltkriegs fiel Dobergast mit fast ganz Schlesien 1945 an Polen. Nachfolgend wurde es durch die polnische Administration in Dobrogoszcz umbenannt. Die deutschen Einwohner wurden, soweit sie nicht schon vorher geflohen waren, vertrieben. Die neu angesiedelten Bewohner stammten teilweise aus Ostpolen, das an die Sowjetunion gefallen war. Heute gehört Dobrogoszcz zur Landgemeinde Strzelin.

## Sehenswürdigkeiten
- Schloss Dobergast
- Landschaftspark